# Slaget ved Alnwick (1174)
|  | For slaget i 1174. For slaget i 1093 se Slaget ved Alnwick (1093). |
Slaget ved Alnwick er 1174 er det andet af to slag, som blev udkæmpet ved Alnwick i Northumberland i Nordengland. Det foregik den 13. juli 1174, hvor Vilhelm 1. af Skotland blev taget til fange en en lille engelsk styrke ledet af Ranulf de Glanvill.

## Baggrund
Vilhelm havde arvet titlen som jarl af Northumbria i 1152. Han havde dog opgivet sin titel til kong Henrik 2. af England i 1157. Han brugte meget af sit styre på at genvinde sine tabte territorier.
I 1173, mens Henrik 2. var optaget af at kæmpe mod sine sønner under oprøret i 1173-74, så Vilhelm muligheden for at få sin titel tilbage, og han invaderede Northimbria. Han avancerede mod Newcastle men konstaterede at den kun delvist færdiggjorte stenfæstning var for stærk. Han var ikke villig til at gennemgå en langtrukken belejring, og han trak sig derfor tilbage til Skotland.
I 1174 invaderede Vilhelm igen Northumbria med en endnu større hær, som inkluderede en deling flamske lejesoldater. Hæren siges at have været på 8.000 mand, men dette er næsten med sikkerhed en krafti overdrivelse. Denne gang Newcastle, men angreb Prudhoe Castle igen. Borgen var dog blevet styrket siden året inden, og efter en belejring på tre dage flyttede Vilhelm videre mod nord for at belejre Alnwick. Vilhelm delte sin hær op i tre grupper, og en af disse, der var ledet af Duncan, jarl af Fife, angreb Warkworth og stak ild til church of St Lawrence, hvor en stor mængde flygtninge befandt sig.

## Slaget
Vilhelm havde lavet den fatale fejl, at hans hær var blevet spredt ud, frem for at koncentrere den omkring sin base i Alnwick. Natten til den 11. juli begav en gruppe på omkring 400 beredne riddere, ledet af Ranulf de Glanvill, sig afsted fra Newcastle mod Alnwick. De nåede frem kort efter daggry, efter at de var faret vild i en kraftig tåge. Her fandt de Vilhelms lejr, hvor den skotske konge kun var beskyttet af en garde på omkring 60 mand. Da alarmen lød skyndte Vilhelm fra sit telt for at gøre sig klar til kamp. Den engelske styrke angreb, og kongen og hans fåtallige troppe mødtes med det overlegne engelske rytteri. Kampen varede ikke længe. Vilhelms hest blev dræbt under ham, og han blev taget til fange. De af hans følgere, som ikke var blevet dræbt, overgav sig.

## Efterspil
Vilhelm blev brbagt tilbage til Newcastle som fange. Hans hær stod nu uden leder, og vendte tilbage til Skotland. Vilhelm blev holdt fanget i Newcastle i et stykke tid, men dette sted blev ikke betragtet som stærkt nok, hvis skotterne skulle finde på at angribe, og han blev derfor bragt til Falaise i Normandiet. Mens han var der, sendte Henrik en hær afsted for at besætte en del af Skotland med de fme stærkeste broge: Roxburgh, Berwick, Jedburgh, Edinburgh og Stirling.
For at få sin frihed blev Vilhelm tvunget til at underskrive freden i Falaise, hvor han svor en ed om at underkaste sig den engelske konge, og han indvilligede at betale for garnisonen på de skotske fæstninger, som englænderne havde besat. Da Vilhelm blev givet fri rejste han tilbage til Skotland via Newcastle, hvor han blev angrebet af pøblen, idet der antipati for skotterne var meget stor.

## Efterfølgende historie
Freden i Falaise holdt i 15 år indtil Richard Løvehjerte solgte borgene tilbage til Vilhelm for at kunne finansiere sit korstog til Det hellige land.
Dette blev det sidste forsøg som den skotske konge gjorde på at få sine territorier i Nordengland tilbage. I 1237 under freden i York, opgav Alexander 2. af Skotland sine forfædres ret til Northumbria og Cumbria, og satte grænsen mellem de to kongeriget mellem Solway Firth (i vest), og flodmundingen af floden Tweed (i øst), som den også er defineret i dag.